# Agathia arcuata
Agathia arcuata är en fjärilsart som beskrevs av Moore 1867. Agathia arcuata ingår i släktet Agathia och familjen mätare. Inga underarter finns listade i Catalogue of Life.

## Bildgalleri

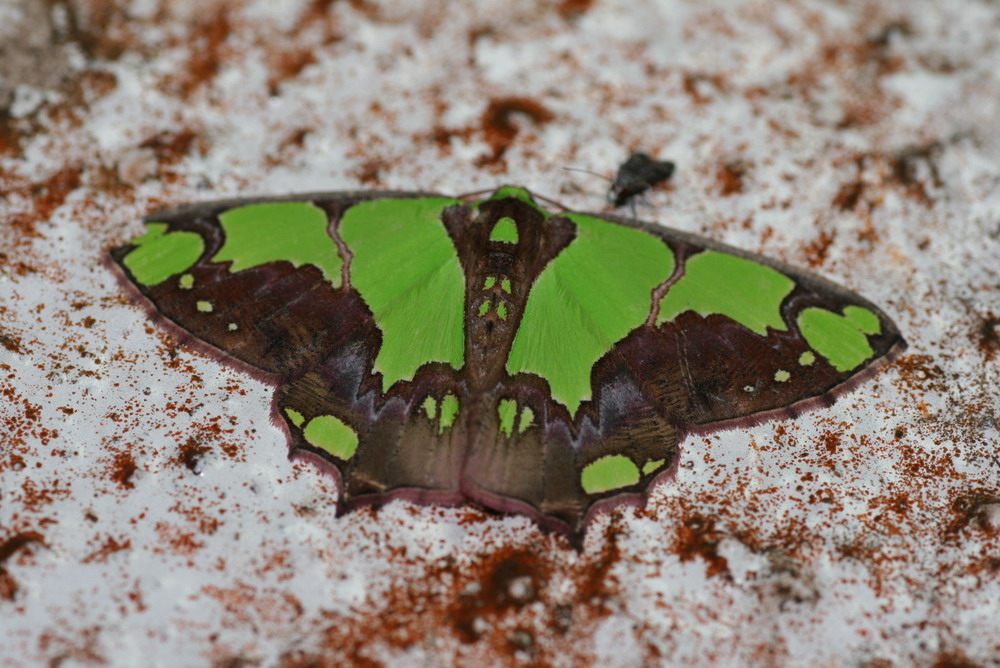